# Кинжал (гора)
Кинжа́л — останцовая магматическая (палеовулканическая) гора в Пятигорье, на Кавказских Минеральных Водах. Практически уничтожена, остался невысокий пьедестал. Прежняя высота 506 м. Памятник природы.

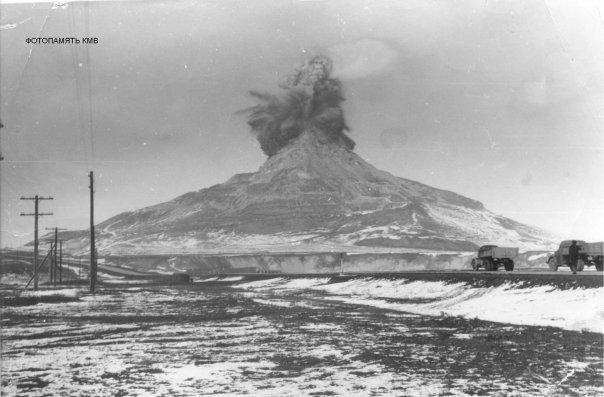
Взрывные работы на горе Кинжал

Расположена на левом берегу реки Суркуль, в 2,5 км от места слияния её с рекой Кумой. В прошлом имела живописную скальную вершину, сложенную бештаунитами и напоминающую лезвие кинжала. В середине XX века верхняя часть горы была разработана при добыче строительного камня.

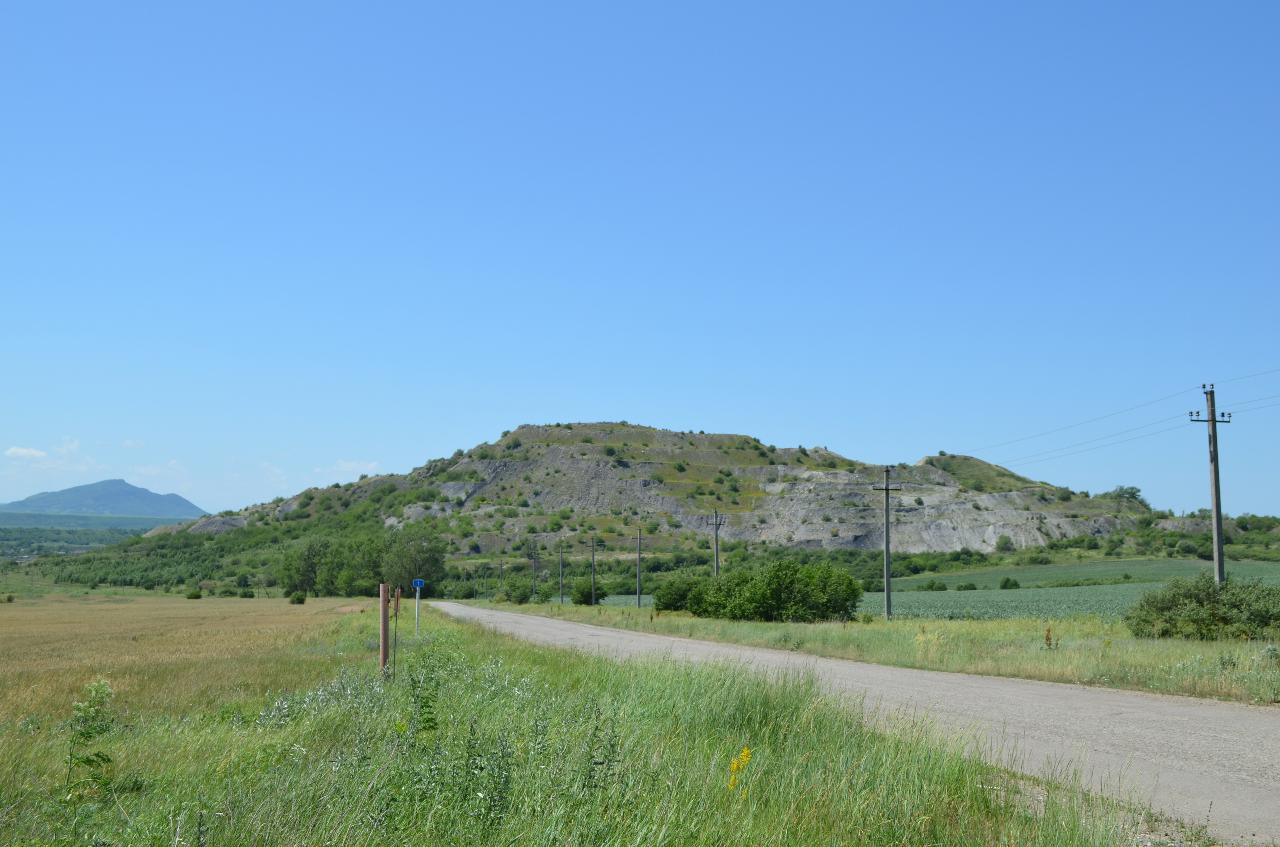
Гора Кинжал, вид с северо-востока

Брошенный карьер представляет научно-познавательный интерес как искусственное обнажение горных пород, в котором наблюдается линзовидное тело бештаунитов, прорывающее глинистые сланцы палеогена. Распространена минерализация кварца, кальцита, халцедона, аметиста, сидерита, пирита, возникшая в результате контактовых и гидротермальных процессов при застывании магмы.
В долине реки Суркуль на склоне горы Кинжал археологом В. П. Любиным найдены ашельские орудия из роговика — клиновидный топор, чоппер, нуклевидный скребок.
Является краевым комплексным (ландшафтным) памятником природы (Постановление бюро Ставропольского краевого комитета КПСС и исполкома краевого Совета депутатов трудящихся от 15.09.1961 г. № 676 «О мерах по охране природы в крае»).

## Примечания

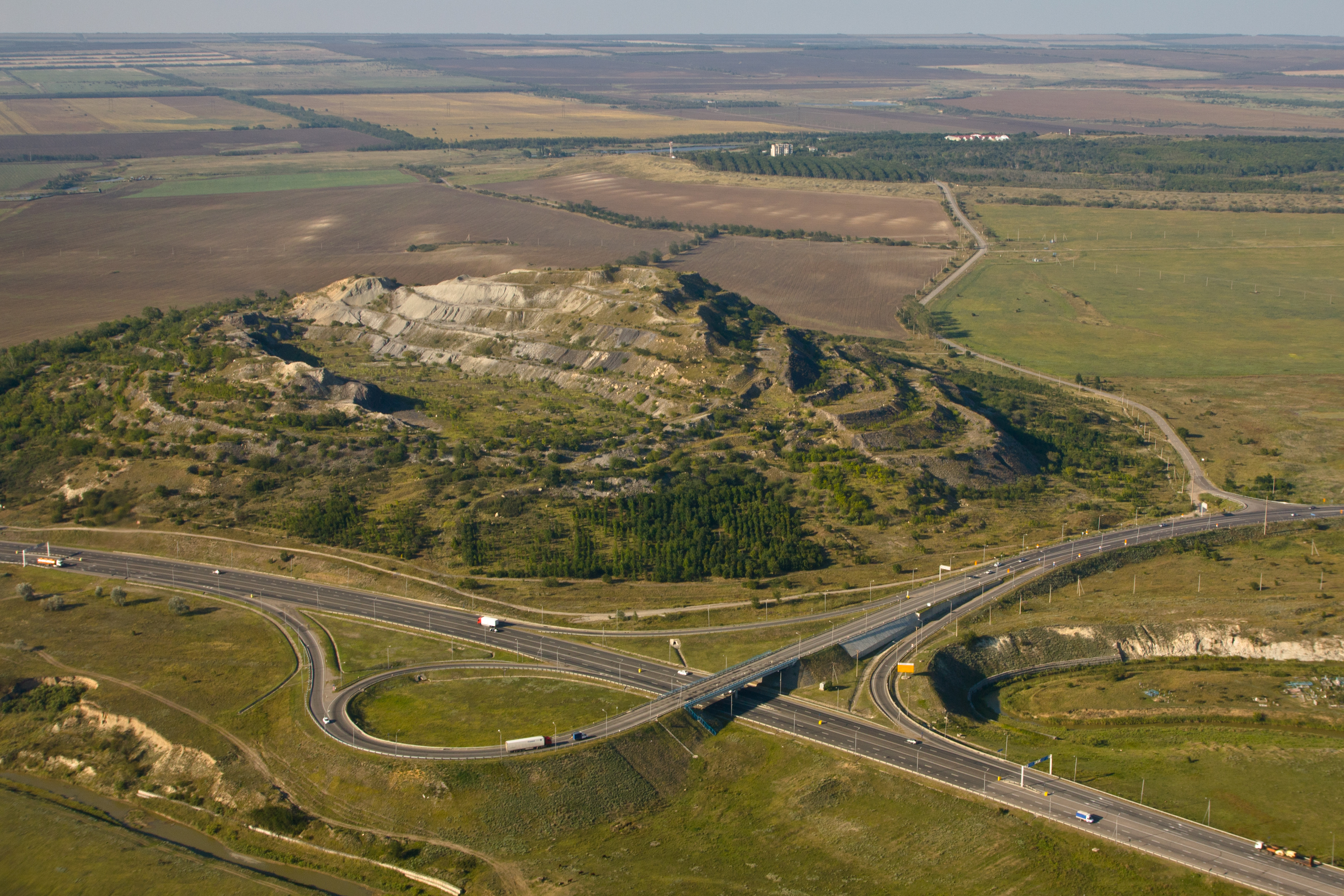
Вид на гору Кинжал из приземляющегося самолета